# 中興 (西燕)
中興（386年十月－394年八月）是西燕君主慕容永的年号，共计9年。

## 纪年
| 中興 | 元年  | 二年  | 三年  | 四年  | 五年  | 六年  | 七年  | 八年  | 九年  |
| ---- | ----- | ----- | ----- | ----- | ----- | ----- | ----- | ----- | ----- |
| 公元 | 386年 | 387年 | 388年 | 389年 | 390年 | 391年 | 392年 | 393年 | 394年 |
| 干支 | 丙戌  | 丁亥  | 戊子  | 己丑  | 庚寅  | 辛卯  | 壬辰  | 癸巳  | 甲午  |

## 参看
- 中国年号索引
- 其他时期使用的中興年号
- 同期存在的其他政权年号
  - 太元（376年正月－396年十二月）：東晉皇帝晋孝武帝司马曜的年号
  - 太安（385年八月－386年十月）：前秦政权苻丕年号
  - 太初（386年十一月－394年六月）：前秦政权苻登年号
  - 延初（394年七月－394年十月）：前秦政权苻崇年号
  - 元光（393年六月－394年七月）：窦冲自立年号
  - 建初（386年四月－394年四月）：后秦政权姚苌年号
  - 皇初（394年五月－399年九月）：后秦政权姚兴年号
  - 建义（385年九月－388年六月）：西秦政权乞伏国仁年号
  - 太初（388年六月－400年七月）：西秦政权乞伏乾归年号
  - 建兴（386年二月－396年四月）：后燕政权慕容垂年号
  - 凤凰（386年二月-十一月）：张大豫自立年号
  - 太安（386年十月－389年正月）：后凉政权吕光年号
  - 麟嘉（389年二月－396年六月）：后凉政权吕光年号
  - 登国（386年－396年六月）：北魏政权拓跋珪年号